# 坞坭站
坞坭站是一个侯西线上的铁路车站，位于陕西省渭南市蒲城县永丰镇坞坭村，建于1971年，目前为四等站，邮政编码为715502。目前客运：办理旅客乘降；不办理行李、包裹托运；货运：办理整车货物发到。

## 事故
2015年3月14日10时42分，西安局韩城车务段坞坭车站值班员排列7003次旅客列车1道接车进路时，将S1列车按钮错误点击为调车按钮，导致进路上出现白光带、信号未开放。由于车站值班员对信号设备不熟悉，多次使用信号设备未取消白光带。10时52分白光带取消后，车站值班员排列1道进路时未点击延续进路按钮，又导致1道信号未开放。11时06分正确开放1道进站信号，影响7003次在坞坭站机外停车23分钟（10时45分停车、11时08分开车），构成铁路交通一般D类（D15）事故。